# 吉思德
吉思德，音譯斯科特·杜瓦，澳大利亞外交官，現任澳大利亞駐中華人民共和國大使。

## 經歷
吉思德本科畢業於墨爾本大學，擁有蒙納士大學國際事務及貿易碩士學位。
2003至2007年派駐中國大使館，能說流利的普通話。
2011年，出任澳洲駐檀香山總領事，2014年底離開外交部加入國防部，擔任第一助理秘書長，負責國際政策。2018年，被委任爲地理空間情報組織（Australian Geospatial-Intelligence Organisation）主管。2021年，被提拔爲總理及內閣部副秘書長，負責國際與安全事務。
2023年9月29日，被任命爲澳大利亞駐華大使。2024年1月15日抵華，18日遞交國書副本。2024年1月30日，向國家主席習近平遞交國書。